# 醇脱氢酶 (NADP+)
醇脱氢酶 (NADP+)（EC 1.1.1.2 （页面存档备份，存于））是一种以NAD+或NADP+为受体、作用于供体CH-OH基团上的氧化还原酶。这种酶能催化以下酶促反应：
醇 + NADP+ {\displaystyle \rightleftharpoons } 醛 + NADPH + H+
醇脱氢酶 (NADP+)是一种锌蛋白，这类酶中的一部分只能氧化伯醇，其他的则还能氧化仲醇。